# شجرة الغريب
شجرة الغريب هي شجرة كبيرة يناهز عمرها الألفي عام، تقع على بعد 50 كيلو متر من مدينة تعز، في منطقة السمسرة، محاذية للطريق الرئيس الذي يصل تعز بمدينة التربة.
وتعرف بشجرة (الكولهمة)، إلا أن اسمها العلمي هو: Adansonia digitata ويصل ارتفاعها إلى حوالي 16م، بينما يبلغ قطرها 8م ومحيطها 35م.
تقع شجرة الغريب في منطقة السمسرة وهي منطقة صغيرة تتوسط عدة قرى ريفية وتعتبر سوقا يومية لأبناء تلك القرى تتبع إداريا مديرية الشمايتين "على يمين الطريق الرئيسي" تعز - التربة ذبحان، بمحافظة تعز.
كما تُعد شجرة الغريب المعروفة أيضا بـ "الكولهمة" واحدة من أبرز المعالم الطبيعية والسياحية في اليمن، حيث تشتهر بعمرها الذي يتجاوز 2000 عام.  وتعتبر الشجرة أعجوبة طبيعية نادرة، وفي المعتقدات الشعبية يُعتقد أن ثمار الشجرة تعالج العقم، ويقصدها المرضى وأصحاب الأمنيات مثل الزواج والشفاء.
كانت قد شهدت تحسينات في المنطقة المحيطة بها قبل أكثر من 10 سنوات، ولكن الأضرار البيئية الناتجة عن الأمراض النباتية أثرت في وصول الماء إلى فروعها، مما أدى إلى توقف نموها الأفقي.